# Pembrokeshire
Koordináták: é. sz. 51° 51′, ny. h. 4° 51′51.850000°N 4.850000°W
Pembrokeshire (IPA: /ˈpɛmbrʊkʃɪər/, /ˈpɛmbrʊkʃər/ vagy /ˈpɛmbroʊkʃɪər/; walesi nyelven Sir Benfro, [ˈsiːr ˈbɛnvrɔ]) tengerparti megye Délnyugat-Walesben. A megye nagyrészt a Kelta-tengerrel határos, a szárazföldön keletről Carmarthenshire megye, északkeletről Ceredigion megye határolja. Ez Wales legnyugatibb megyéje, amely megközelítőleg hetven kilométerre esik az Ír-szigettől. A megye központja Haverfordwest városa. Pembrokeshire-ben található Wales három nemzeti parkja közül a Pembrokeshire Coast Nemzeti Park, amely egyben az Egyesült Királyság egyetlen tengeri nemzeti parkja.

## Földrajz

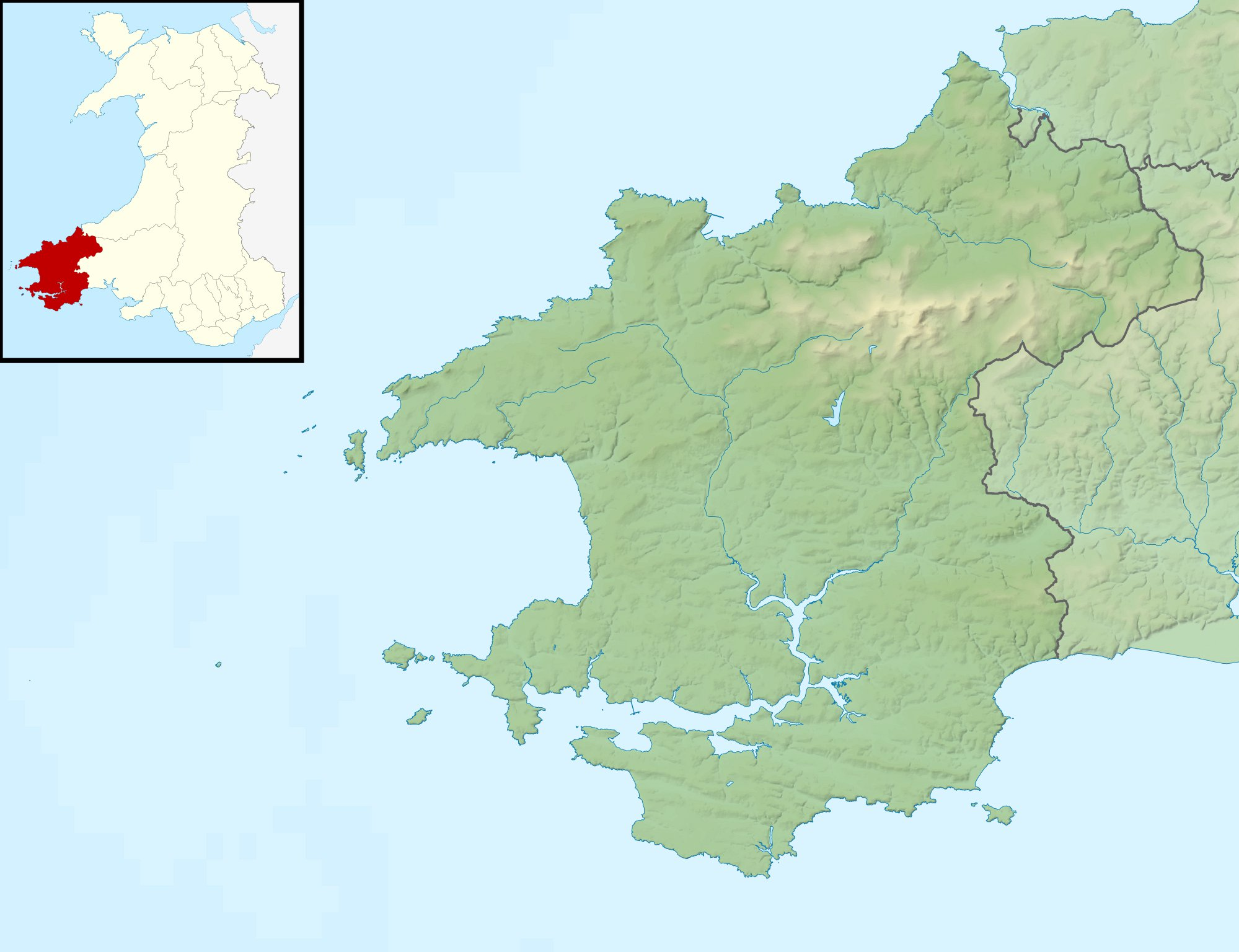
Pembrokeshire domborzati térképe

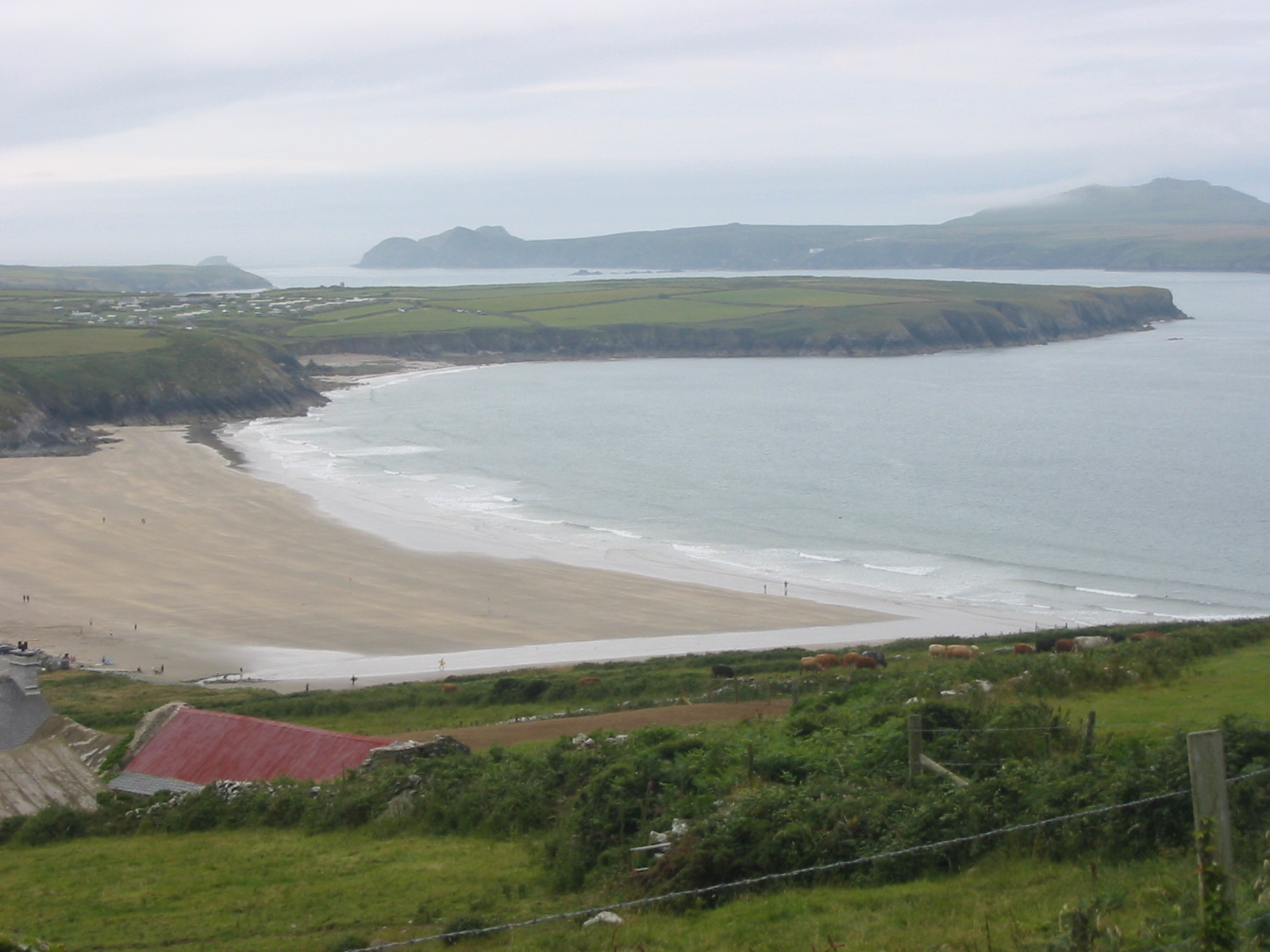
Kilátás a Ramsey-szigetre

Pembrokeshire tengerpartja magában foglal több nemzetközileg is jegyzett tengeri madárköltőhelyet, öblöt és homokos tengerpartot. Pembrokeshire-ben található a javarészt tengerparti Pembrokeshire Coast Nemzeti Park, amely 300 km hosszú gyalogösvénnyel, a Pembrokeshire Coast Path-szal büszkélkedhet. Milford Haven-nél mélyen bevág a partvonalba egy nagy tölcsértorkolat és természetes öböl, amelyet a Fekete-Cleddau, a Cresswell és a Carew folyó formált. A torkolat felett a Cleddau híd ível át, rajta az A477-es úttal, amely összeköti  Honeyborough és Pembroke Dock települést. A Cleddau egyes ágai felett további hidak ívelnek át Haverfordwestnél és Canastonnál (mindkettő már a Nyugati- és a Fekete-Cleddau összefolyása fölött).
A megye nagy kikötői a newporti, a fishguardi, a St. Bride-i és a carmartheni kikötő. Számos kisebb sziget is található a partvonal mentén, közülük a legnagyobbak a Ramsey, Grassholm, Skomer és Caldey nevet viselik.
Pembrokeshire északi részén található a Preselli-hegység (Mynydd Preseli) nevű, mocsaras-lápos dombvidék, ahol számos őskori maradvány található, és ahonnan az angliai Bluestonehenge belső körének építéséhez használt, úgynevezett kékkő („bluestone”) származik. Ezen kívül a megye nagyrészt sík, a területet többnyire mezőgazdasági művelésre használják. A Preselli-hegységben található a terület legmagasabb pontja, az 536 méter magas Foel Cwmcerwyn.

## Közigazgatás
A megye történelmi és közigazgatási központja Haverfordwest. Pembrokshire nagyobb települései közé tartozik továbbá Pembroke, Pembroke Dock, Milford Haven, Fishguard, Tenby, Saundersfoot, Narberth, Neyland és Newport. A megye északnyugati részén található St. Davids az Egyesült Királyság legkisebb városa a maga kétezer fős lakosságával.

### Legnagyobb települések
| Név           | Lakosság (2001) |
| ------------- | --------------- |
| Fishguard     | 5043            |
| Haverfordwest | 10812           |
| Milford Haven | 13096           |
| Narberth      | 2150            |
| Newport       | 1122            |
| Neyland       | 3276            |
| Pembroke      | 7214            |
| Pembroke Dock | 8678            |
| Saundersfoot  | 2784            |
| St. Davids    | 1797            |
| Tenby         | 4933            |

## Gazdaság

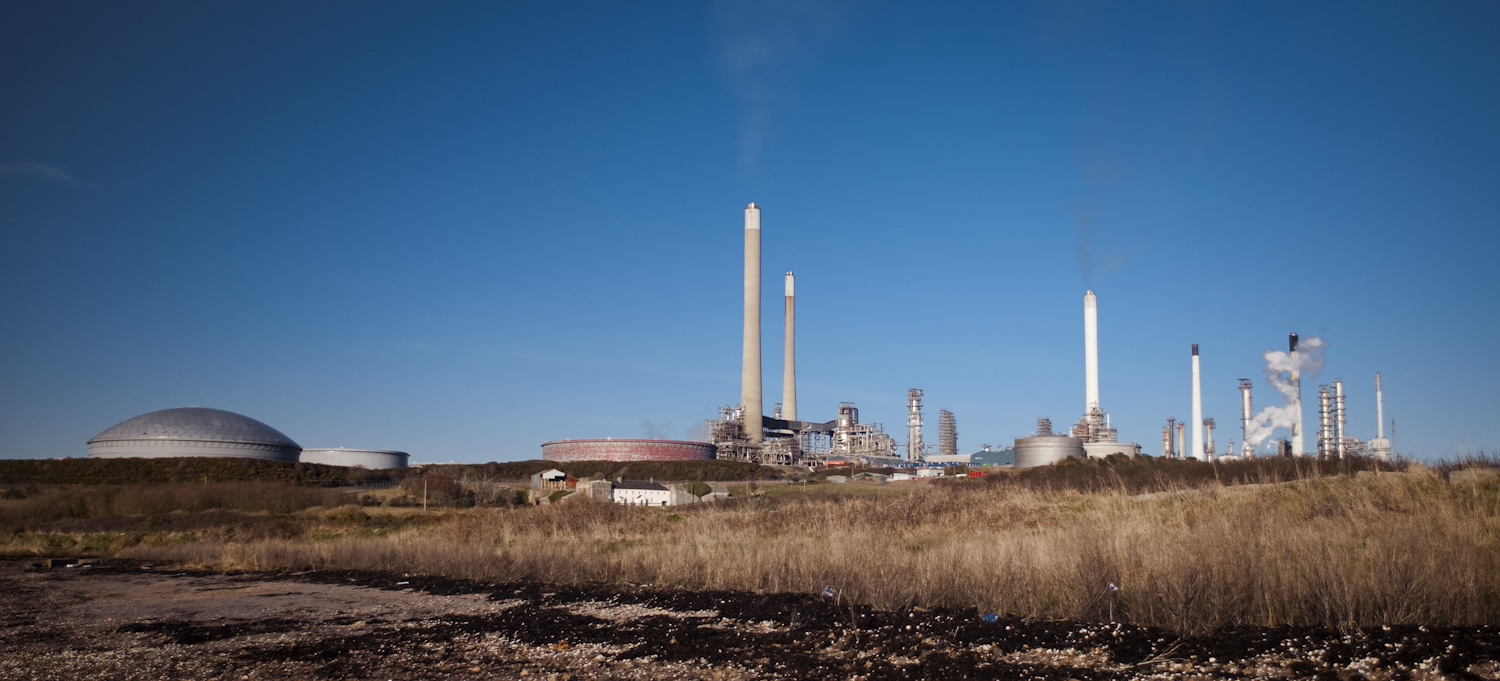
Chevron olajfinomító

Pembrokeshire gazdasága nagy mértékben a turizmusra épül, a legtöbb látogató Tenby és Saundersfoot térségét keresi fel. Fontos szerepet játszik a mezőgazdaság is: elterjedt a marhatartás, a gabona, a repce és a jól ismert pembrokshire-i burgonya termesztése.
Az 1950-es évektől kezdve petrolkémiai és földgáz cseppfolyósítására szakosodott üzemek telepedtek meg a Milford Haven Waterway öböl partján.

## Nyelvi megoszlás
Pembrokeshire – különösen annak déli része – az évszázadokra visszatekintve inkább angol nyelvi és kulturális hagyományokkal rendelkezik. A walesi és angol nyelvű területek közötti kulturális határvonalat „Landsker Line” néven ismerik és az általa határolt déli terület Wales-en belüli kis Anglia (Little England beyond Wales) néven ismert. Az angol nyelvi hagyomány annak ellenére maradt itt fent évszázadokon keresztül, hogy a terület viszonylag távol esik Angliától.

## Képek

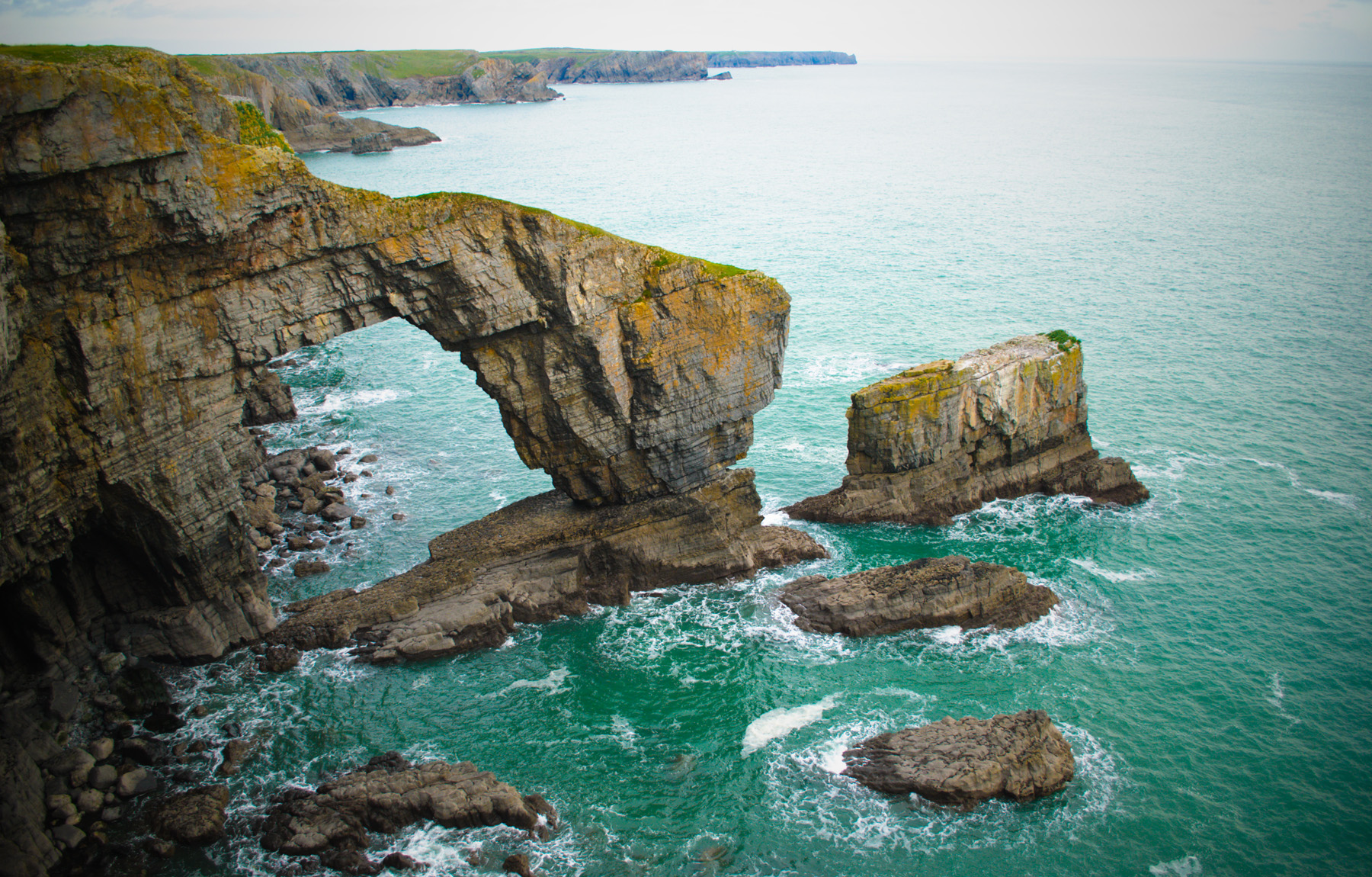
Green Bridge of Wales
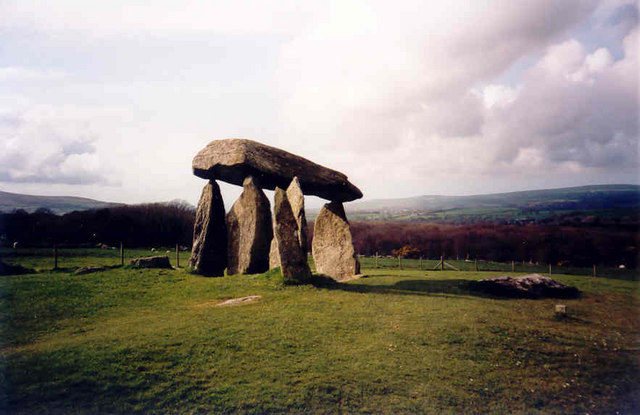
Pentre Ifan dolmen
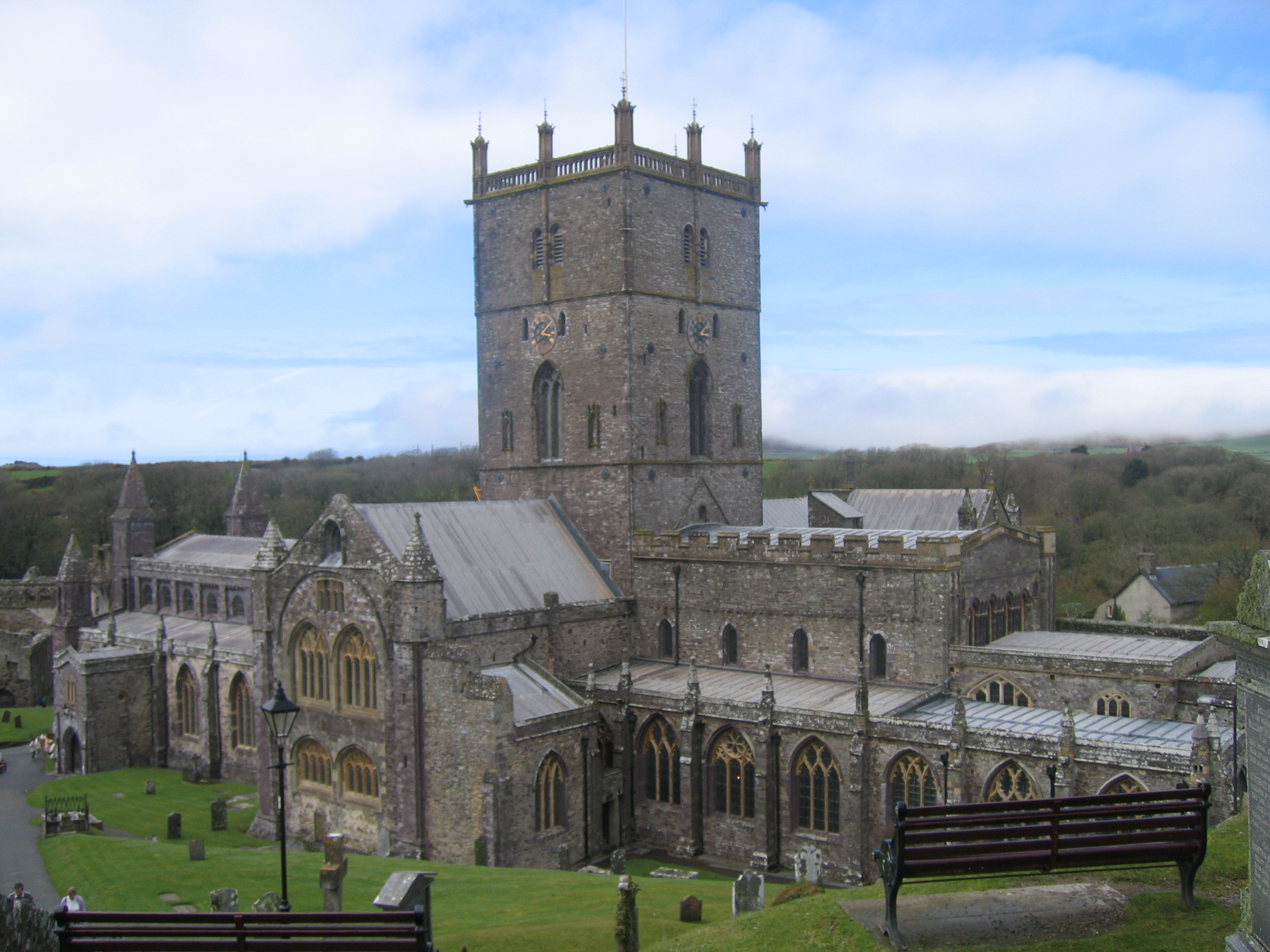
A St Davids-i katedrális
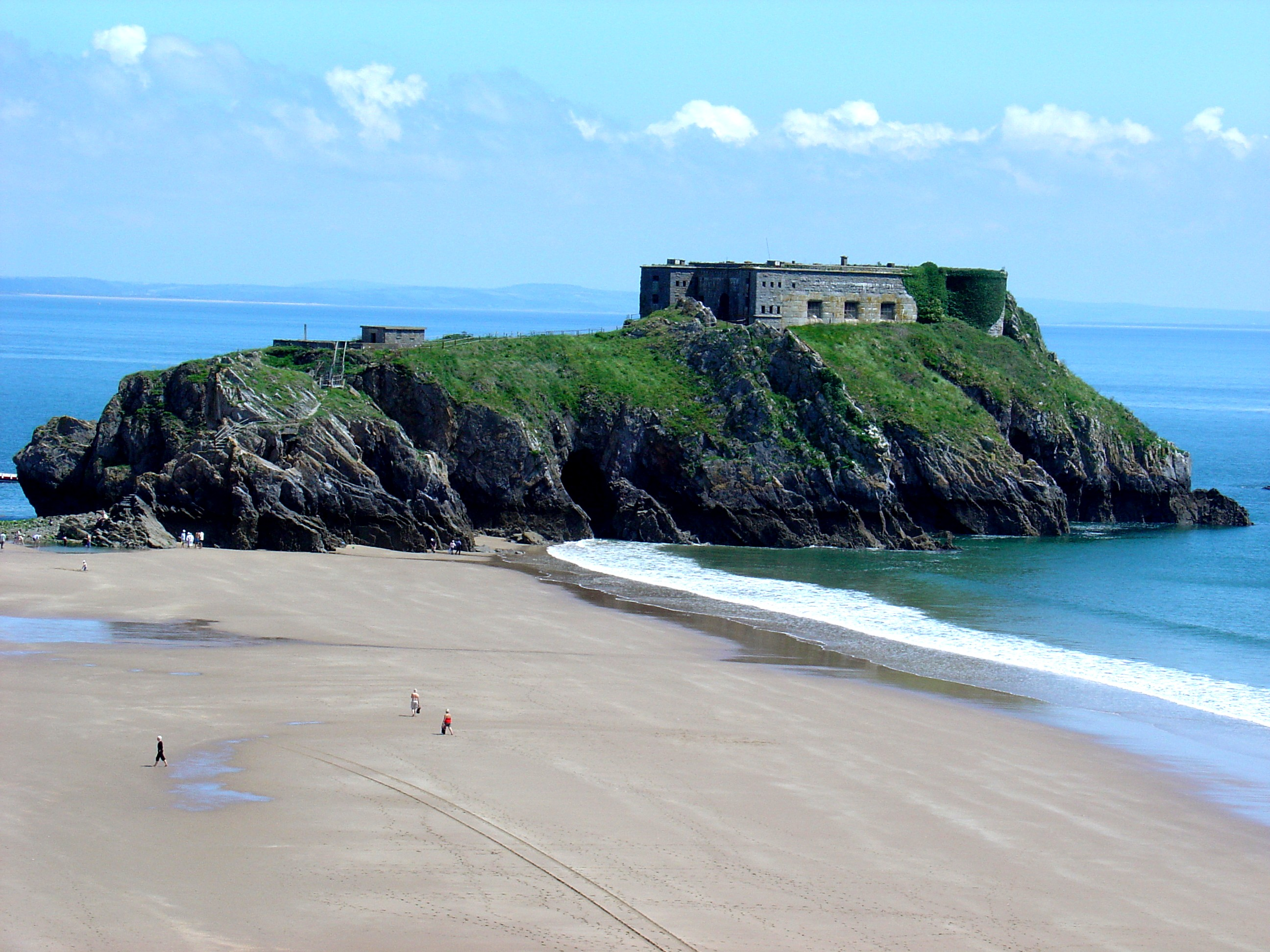
A St Catherine's Island Tenby mellett
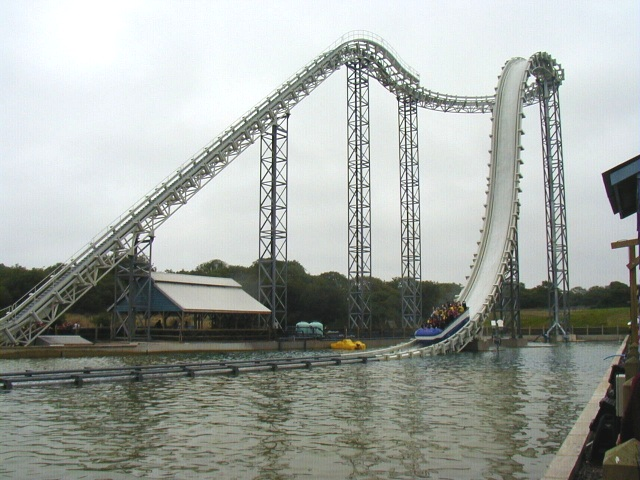
Vízi hullámvasút, Oakwood Park

## Fordítás
- Ez a szócikk részben vagy egészben  a   Pembrokeshire című angol Wikipédia-szócikk ezen változatának fordításán alapul.  Az eredeti cikk szerkesztőit annak laptörténete sorolja fel. Ez a jelzés csupán a megfogalmazás eredetét és a szerzői jogokat jelzi, nem szolgál a cikkben szereplő információk forrásmegjelöléseként.